# 小珠山
小珠山是位于中华人民共和国山东省青岛市黄岛区的一座山峰，主峰大顶海拔724.9米。小珠山山脉是崂山山脉的延续，山体主要由花岗岩构成。小珠山与大珠山并称为古胶州八景之首的“双珠嵌云”。2000年，小珠山被国家林业局批复成为国家森林公园。2011年成为黄岛区第二个国家4A级景区。